# براق تشاليك
براق تشاليك (بالتركية: Burak Çalık)‏ هو لاعب كرة قدم تركي في مركز نصف الجناح، ولد في 5 فبراير 1989 في أرزنجان في تركيا. شارك مع منتخب تركيا تحت 21 سنة لكرة القدم. أما مع النوادي، فقد لعب مع آلتاي إزمير وأضنة دمير سبور وأضنة سبور وبالق أسير سبور وسامسون سبور.

## وصلات خارجية
- براق تشاليك على موقع الاتحاد الأوربي (الإنجليزية)
- براق تشاليك على موقع اتحاد تركيا (لاعب) (الإنجليزية)
- براق تشاليك على موقع قاعدة بيانات كرة القدم.إي يو (الإنجليزية)
- براق تشاليك على موقع Soccerway.com (الإنجليزية)
- براق تشاليك على موقع عالم كرة القدم.نت (الإنجليزية)